# Československá státní automobilová doprava

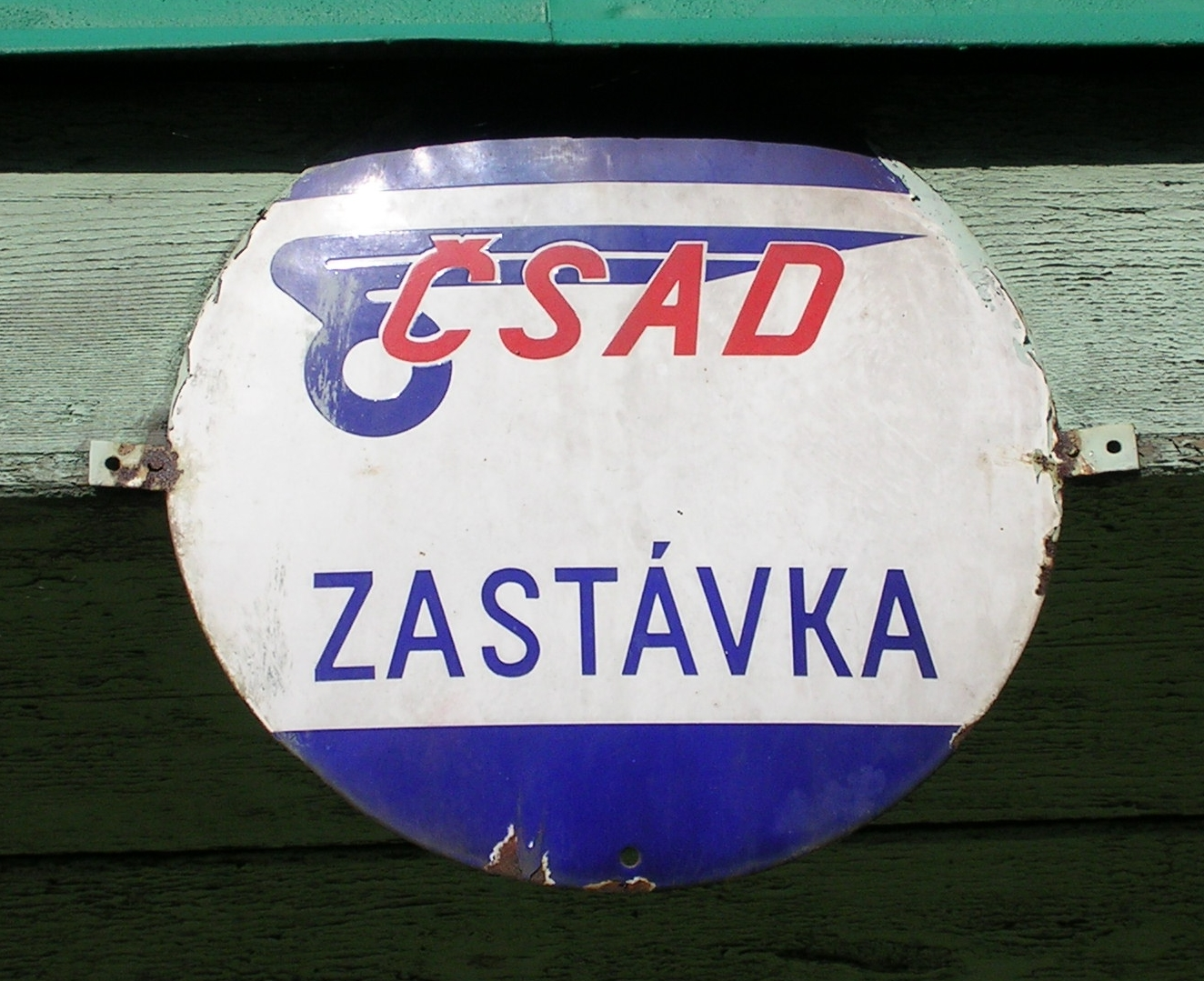
Zastávkový označník s logem ČSAD

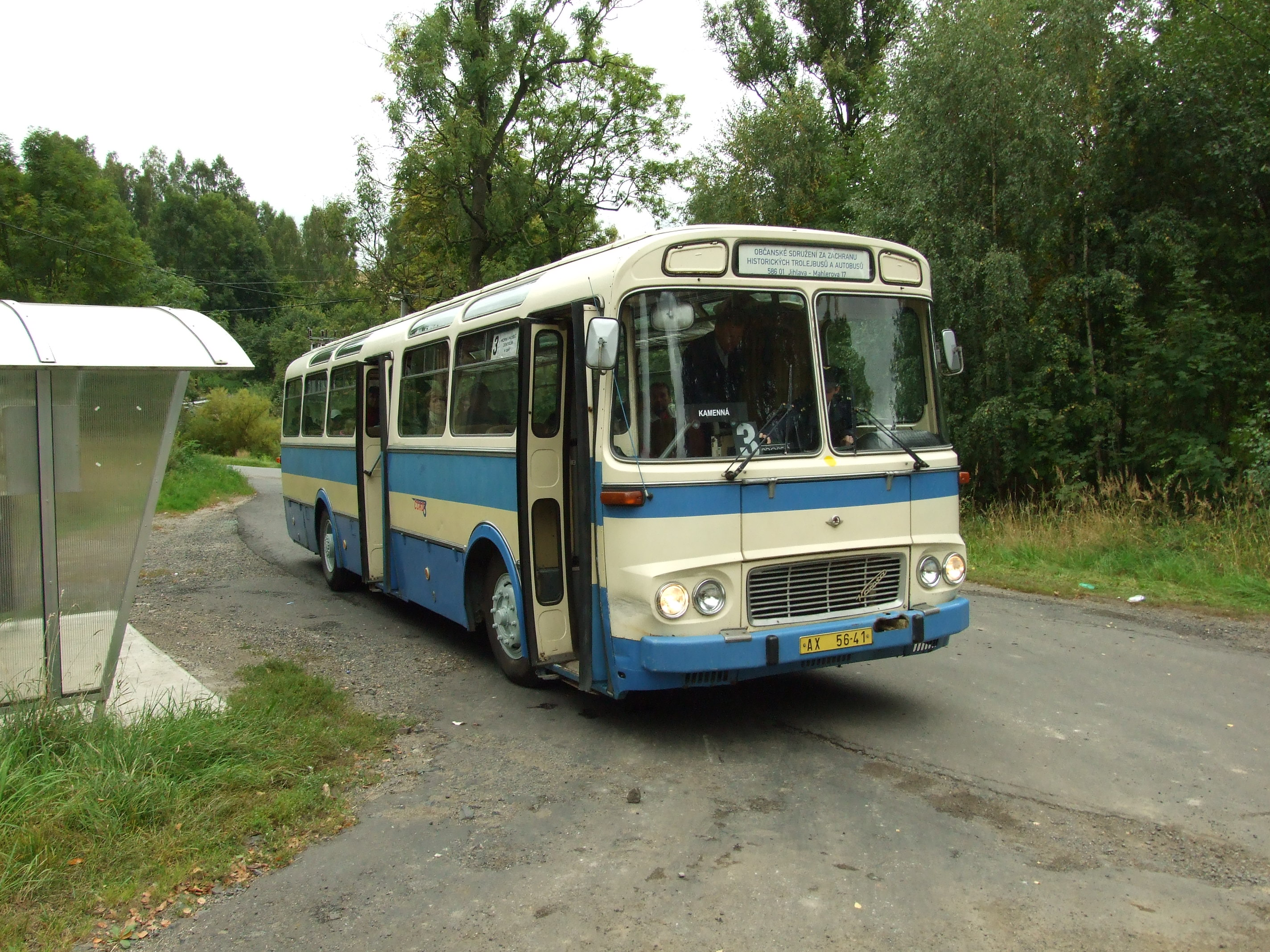
Historické vozidlo ČSAD Karosa ŠL 11 v Jablonci nad Nisou

Československá automobilová doprava a Československá státní automobilová doprava (slovensky Československá štátna automobilová doprava), známé pod obvykle užívanou zkratkou a logem ČSAD, byly názvy národních, později státních podniků zajišťujících autobusovou dopravu a dopravu nákladními automobily v Československu v době socialismu v letech 1949–1989. Zkratku ČSAD si ponechaly v názvu i některé z dnešních dopravních společností, zejména těch, které vznikly transformací a privatizací státních podniků.

## Historie

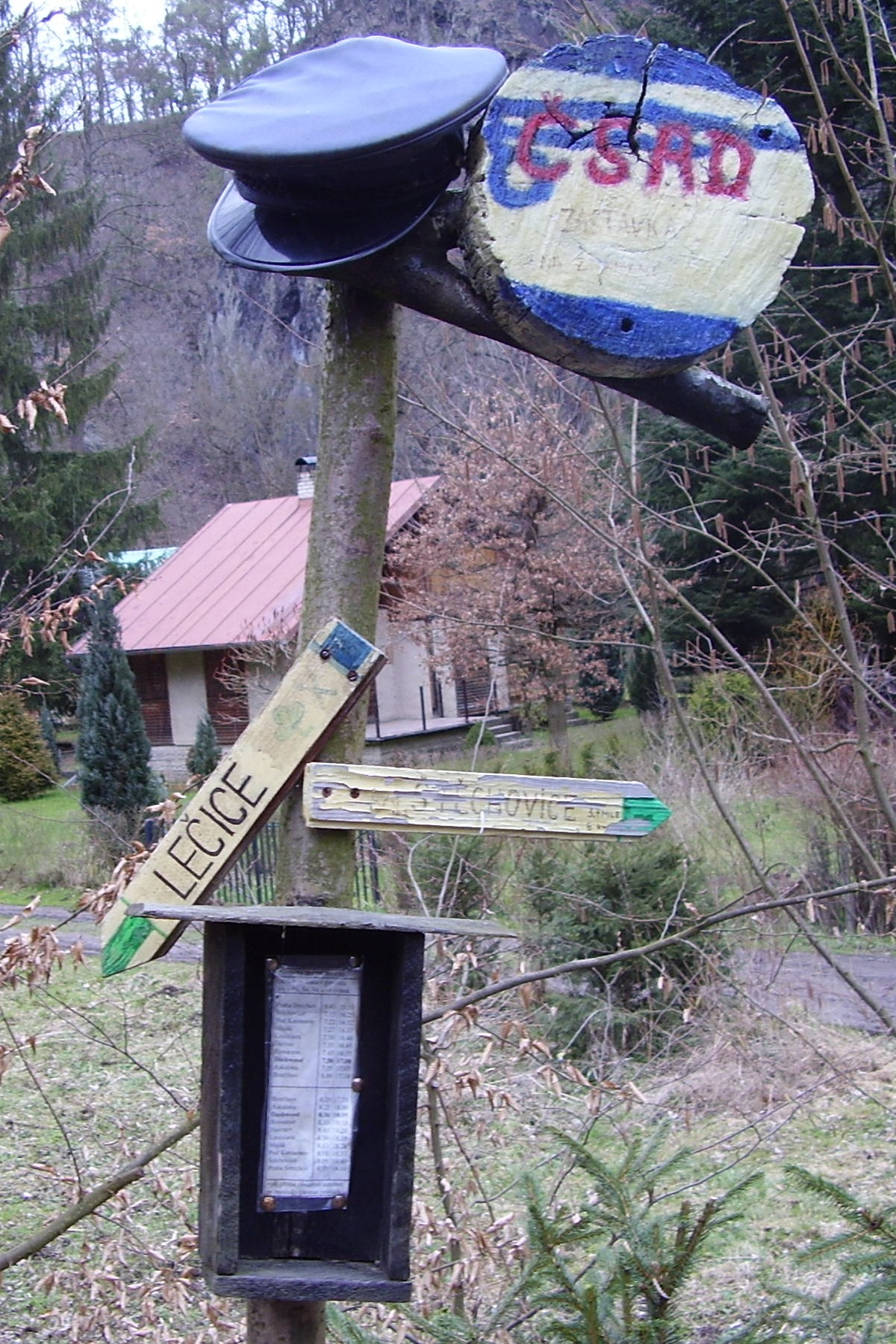
Recesistické podání zastávky ČSAD "U Kocáby"

### Státní autobusová doprava před vznikem ČSAD
Počátky státní autobusové dopravy v českých zemích sahají k roku 1908, kdy začaly jezdit první autobusové linky provozované rakouskou poštovní správou, vrcholově řízenou vídeňským ministerstvem obchodu. Před 1. světovou válkou bylo v Čechách, na Moravě a ve Slezsku postupně zavedeno 20 státních poštovních autobusových linek o celkové délce přibližně 500 km. Se začátkem války byla v souvislosti s mobilizací a zrekvírováním vozidel pro potřeby vojska veškerá autobusová doprava v českých zemích na téměř pět let zastavena. Od roku 1919 ji začala postupně obnovovat čs. poštovní správa, vrcholově řízená Ministerstvem pošt a telegrafů. Od roku 1927 byly autobusové linky v Československu provozovány také Československými státními dráhami (ČSD), řízenými ministerstvem železnic. K 1. lednu 1933 byly státní poštovní linky i s personálem, vozidly a technickým zázemím začleněny do resortu železnic a v průběhu roku 1933 postupně převzaty jednotlivými ředitelstvími státních drah. Souběžně prosperovala do roku 1932 i soukromá autobusová doprava. Zákony o dopravě motorovými vozidly z let 1932 a 1935 silniční dopravu začaly regulovat územně omezenými koncesemi, daňovým zatížením a uzákoněním vlivu železničních úřadů na udělování koncesí pro silniční dopravu, čímž byly podmínky pro volné soukromé podnikání ztíženy.
U jednotlivých ředitelství státních drah existovaly „Skupiny pro automobilní provoz ČSD“ pro technické a provozní řízení. Pro výkonnou službu byly ve velkých dopravních centrech zřízeny autosprávy ČSD, v menších centrech dopravy garáže ČSD, pro provoz osamocených tratí a pro nákladní provoz autostanice ČSD.
Například pod ředitelství státních drah v Praze patřily autosprávy Praha–Delta a Praha–Vršovice, garáže Slaný, Kladno, Střeliv, Benešov u Prahy, Kostelec nad Černými lesy a Kouřim a autostanice Pardubice, Louny, Libochovice, Chomutov, Teplice, Mezimostí–Veselí, Počátky a Kolín. Pod jiná ředitelství patřily pozdější dopravní závody Rakovník, Příbram, Hořovice, Mladá Boleslav a Poděbrady.

### Státní ČSAD
Státní monopol na autobusovou dopravu byl zaveden § 148 československé ústavy z 9. května 1948, podle něhož pravidelná doprava silniční mohla být jen národním majetkem. Národní podnik Československá automobilová doprava byl zřízen znárodňovacím zákonem č. 311/1948 Sb. (o národních dopravních podnicích), vyhláškou č. 122/1949 Sb. (o dni zřízení národních dopravních podniků) a nařízením č. 124/1949 Sb. (jímž se vydává organisační statut národního dopravního podniku „Československá automobilová doprava, národní podnik“). Den vzniku je 1. leden 1949, fakticky se však vytvářel v průběhu roku až do prosince 1949, kdy převzal majetkové podstaty znárodněných podniků. Zákon č. 148/1950 Sb., novelizující Zákon o národních dopravních podnicích (úplné znění pod č. 149/1950 Sb.), dnem vyhlášení (24. listopadu 1950) zavedl nový název Československá státní automobilová doprava. Podnik měl sídlo a ústřední ředitelství v Praze, jemuž pro činnost na Slovensku podléhalo Oblastní ředitelství v Bratislavě.
Od roku 1952 byl rozdělen na 19 samostatných krajských národních podniků (13 krajů v českých zemích a 6 slovenských krajů) a dvě hlavní správy (česká a slovenská).
V roce 1957 krajské národní výbory (KNV) převzaly řízení podniků ČSAD, státní dozor v automobilové dopravě a dozor nad plněním preventivní údržby vozového parku. Současně byl národní podnik ČSAD Praha rozdělen na národní podniky ČSAD KNV Praha a ČSAD ÚNV Praha. Nákladní doprava byla do těchto podniků rozdělena (zvlášť Středočeský kraj, zvlášť Praha), autobusová doprava byla převedena pouze do ČSAD KNV Praha.
Se zavedením nového územního členění ČSSR od 1. června 1960 byly krajské podniky nahrazeny okresními národními podniky ČSAD, které byly řízeny okresními národními výbory (ONV).
Od 1. dubna 1963 podle usnesení vlády č. 226/1963 byly národní podniky ČSAD sloučeny opět do krajských podniků podřízených krajským národním výborům (7 v Česku, 3 na Slovensku). Nové podniky se členily na dopravní závody, některé závody ještě na provozovny.
Koncem roku 1988 přešly krajské národní podniky na formu státních podniků. V roce 1990 byly krajské státní podniky s výjimkou západočeského a severočeského rozděleny na menší státní podniky, většinou zhruba okresního formátu, tentokrát s názvy Československá automobilová doprava.
Národní podnik (podniky) ČSAD v padesátých a šedesátých letech zavedly jednotnou a ucelenou síť autobusové dopravy v celém Československu a jednotné tarifní podmínky. Začátkem šedesátých let se také začal ustalovat a standardizovat způsob označování autobusových zastávek, nejprve interními předpisy, v polovině sedmdesátých let 20. století pak i technickými normami (ON 73 6425, ON 73 6426) a označení konce zastávky se v roce 1975 dostalo i do Pravidel silničního provozu.

### Transformace na privátní podniky
V roce 1994 byl schválen liberalizovaný Zákon o silniční dopravě (111/1994 Sb.), který otevřel cestu na trh soukromým a nestátním dopravcům. Počínaje rokem 1994 byla většina z podniků ČSAD transformována na akciové společnosti a privatizována. Po rozpadu Československa se již v zapsaných názvech firem objevuje většinou jen zkratka ČSAD bez vysvětlení, co písmena v ní znamenají. Část transformovaných firem si ihned nebo později zvolila názvy, které již na ČSAD neupomínají.
Slovenské podniky Československé (štátné) automobilové dopravy byly v roce 1993 rozděleny podle druhu dopravy a přejmenovány, nové podniky měly názvy Slovenská autobusová doprava (SAD) a Nákladná doprava (NAD nebo ND). Některé z nich nadále používají loga odvozená ze známého symbolu ČSAD.

### Značka ČSAD
Přestože značka ČSAD je symbolem znárodnění autobusové dopravy, ochrannou známku ČSAD nyní kolektivně vlastní soukromé firmy a v 90. letech uspořádaly oslavu 50. výročí značky. Majitelem značky ČSAD jsou firmy spolčené ve Sdružení uživatelů kolektivní ochranné známky ČSAD. Rozsudek Nejvyššího správního soudu proti pochybnostem ve sporu ČSAD BUS Ústí nad Labem a.s. s Úřadem průmyslového vlastnictví potvrdil, že v době, kdy byla Smlouva o přihlášení a užívání kolektivních ochranných známek ČSAD z 1. listopadu 1992 uzavřena, bylo přihlašovateli podle tehdy platného zákona 12 subjektů. Sdružení vzniklo na začátku 90. let, jeho zakládajícími členy bylo 12 dvanáct krajských podniků ČSAD (9 z Česka a 3 ze Slovenska). S účinností od 1. 10. 1995 novým zákonem č.  137/1995  Sb.,  o  ochranných  známkách, došlo ve  vztahu  ke  kolektivním  ochranným známkám ke změně  spočívající v  tom,  že  subjektem nově zaregistrované kolektivní  ochranné známky  je  právnická  osoba,  sdružení  podnikatelů. Soud dal žalobci zapravdu v tom, že na základě přechodných ustanovení nového zákona zůstala zachována práva původních majitelů ochranných známek zapsaných před účinností nového zákona a sdružení podnikatelů podle smlouvy nepochybně nemá právní subjektivitu ani není majitelem zapsaných ochranných známek. ÚPV však o zamítnutí zápisu mohl rozhodnout z úřední povinnosti, nejen na základě námitky, takže není relevantní, že ÚPV ve svém rozhodnutí opomenul specifikovat, které subjekty podaly námitky a jakou k tomu měly legitimaci. Kategorické  lpění  na precizním  uvedení  namitatelů ve správním rozhodnutí by podle NSS bylo nemístným formalismem. Jednotliví majitelé dle NSS mohou zapsané ochranné známky volně užívat, nemají však právo bez souhlasu ostatních si nechat zapsat další, vlastní ochranné známky, které by s již zaregistrovanými byly zaměnitelné.
Podle Úřadu průmyslového vlastnictví je v roce 2017 platných kolektivních ochranných známek registrovaných v Česku pouze 49 z celkového zhruba milionu. Přestože podle rozhodnutí NSS z roku 2008 toto sdružení nemá právní subjektivitu a není majitelem známek, ještě v březnu 2017 autoři Vladimír Týč a Radim Charvát v publikaci Zeměpisná označení v mezinárodních smlouvách a v právu Evropské unie v poznámce pod čarou uvádějí, že Sdružení uživatelů kolektivních ochranných známek ČSAD, které má zaregistrováno 6 platných známek v různých variantách, je patrně nejvýznamnějším majitelem kolektivních známek v ČR.
Od uživatelů značky sdružení (ač dle rozsudku NSS z roku 2008 nemá právní subjektivitu) vyžaduje roční poplatek 10 tisíc Kč. ICOM Transport za své čtyři dceřiné společnosti po poradě s právníky platit odmítl a Sdružení uživatelů kolektivní ochranné známky ČSAD vůči ní žádný soudní spor nezahájilo.
Řada firem značku využívala bezplatně a práva k ní neřešila. Podle předsedy sdružení a ředitele společnosti Tourbus Antonína Grunda užívalo značku v 90. letech asi 70 firem, v roce 2017 je jich už jen kolem 50, ale řada z nich nevykazuje žádnou činnost a fakticky už ochrannou známku neužívají.
Skupina ICOM transport v roce 2000 společnostem ČSAD Slaný, ČSAD Benešov, ČSAD Jindřichův Hradec a ČSAD Ústí nad Orlicí po jejich nákupu zachovala původní názvy, aby mateřské společnosti nekazily pověst, protože byly zanedbané, ale nakonec jim je ponechala i po pominutí tohoto důvodu. Společnosti Comett Plus, FTL či Tourbus, vzniklé transformací provozů ČSAD, naopak původní značku zcela opustily.
V Německu, Rakousku a Itálii si koncem 90. let značku ČSAD zaregistroval JIHOTRANS, čímž znemožnil Sdružení uživatelů kolektivní ochranné známky ČSAD, aby si po vstupu České republiky do Evropské unie nárokovala její celounijní ochranu pro sebe. V roce 2012 obě strany uzavřely dohodu a Jihotrans své známky sdružení prodal za symbolických 150 tisíc korun s tím, že sám značku může využívat dalších 15 let.
Pro společnost ČSAD JIHOTRANS, vzniklou transformací českobudějovického dopravního závodu 201, měla značka ČSAD v 90. letech v nákladní dopravě velký význam, protože pro policisty ve Francii, Německu či Rakousku to byl v době divokého rozvoje podnikání v zemích bývalé východní Evropy známka dopravce, který má nějaký systém, školení, opravy atd. Výhoda se ovšem postupně měnila v nevýhodu, protože zákazníci i státní orgány špatně chápali, že ČSAD není jediná skupina. Do ČSAD JIHOTRANS tak začaly chodit ze zahraničí pokuty za řidiče jiných ČSAD v republice a autobusový ombudsman Jihotransu se ještě v roce 2017 probírá stížnostmi, které z 90 procent patří jiným. Společnost tedy v roce 2017 usoudila, že značka ČSAD je dnes již vyčpělá, nemá marketingový potenciál a v autobusové dopravě skoro překáží. Proto se rozhodla nadále prezentovat jako skupina Jihotrans, případně využívat akvizicí získané značky GW Bus, GW Train a dalších s předponou GW. Společnost ČSAD Autobusy České Budějovice z rakouské skupiny Postbus přešla na marketingovou značku „busem“.
Ke značce ČSAD se naopak nadále hrdě hlásí například ČSAD Uherské Hradiště, které ji považuje za zažitou značku pro firmu s velkou tradicí a prověřenou kvalitou a má dobrý zvuk převážně v mezinárodní kamionové dopravě. Tradiční grafické ztvárnění značky však zmodernizovala. Podobně se značky drží například ČSAD Hodonín nebo ČSAD Autobusy Plzeň.
Společnost ČSAD BUS Ústí nad Labem a.s. 2. října 1997 podala přihlášku kombinované barevné ochranné známky ve znění „ČSAD BUS Ústí nad Labem a. s.“  Dne 9. února 1999 ing. J. K., patentový zástupce a soudní znalec, podal námitky proti zápisu uvedené ochranné známky do 
rejstříku a v tomto podání  sdělil, že „zastupuje kolektivní ochranné známky ČSAD“ a sdělil, že v přihlašované ochranné známce jsou vyobrazeny tři již přihlášené ochranné známky: kolektivní slovní ochrannou známku „ČSAD“, přihlášenou dne 22. 6. 1995 a zapsanou pod č. 187223, slovní grafickou ochrannou známku „ČSAD“,  přihlášenou dne 19. 11. 1992 a  zapsaná pod číslem 179622,  a  kolektivní  kombinovanou ochrannou známku, přihlášenou dne 22. 11. 1990 a zapsanou pod číslem 169238, která byla v roce 1995 prohlášena Úřadem průmyslového vlastnictví za proslulou. Žalobce se hájil tím, že je jedním z majitelů všech tří  namítaných ochranných známek a slovní  prvky  v napadeném  označení  jsou jeho
obchodním jménem a předkladatel námitek nejednal se souhlasem všech majitelů ochranných známek a že doplňující slovní prvky „BUS Ústí nad Labem a.s.“ jasně a jednoznačně identifikují jediného možného poskytovatele služeb. Úřad průmyslového vlastnictví 8. 12. 1999 vyhověl námitkám v plném rozsahu a nově přihlašovanou ochrannou známku odmítl zapsat. V odůvodnění uvedl, že byla-li kombinovaná ochranná známka „ČSAD“ č.
169238 (sestávající z kombinace slovního prvku a obrazového prvku – okřídleného kola) prohlášena dne 15. srpna 1995  za  proslulou, není  třeba  posuzovat  podobnost  výrobků  či  služeb. Slovní prvek „ČSAD“ je podle ÚPV na obou známkách dominantní – u přihlašované známky tím, že
je na předním místě označení, přičemž slova „BUS“ a „Ústí nad Labem a.s.“ a přidané grafické prvky jsou podle rozhodnutí nedistinktivní, protože nejsou  samy  o  sobě  způsobilé  odlišit  výrobky  a  služby  pocházející  od  různých poskytovatelů, neboť nelze zabránit dojmu, že přihlašované označení vytváří známkovou řadu vycházející  z namítaných  prioritně  starších  ochranných  známek. Otázka  vztahu  obchodního 
jména  žalobce  s přihlašovaným  označením není podle rozhodnutí rozhodná. Žalobce podal proti rozhodnutí ÚPV rozklad, v němž uvedl, že je současně majitelem namítaných ochranných známek, a z toho vyvozoval své právo slovem „ČSAD“ rozlišovat své výrobky a služby, a navíc toto označení dostatečně rozlišil od jiných podnikatelů, a namítl, že slovo „ČSAD“ nelze ve střetnuvších se označeních považovat za dominantní prvek a že uvedený způsob užívání je v souladu se smlouvou z roku 1992. Podle zástupce sdružení však smlouva opravňuje k jinému užívání nebo přihlášení ochranné známky jen se souhlasem předsednictva sdružení, a ten udělen nebyl, a proto přihlašovatel nemůže  užívat  slovo  „ČSAD“  v
jiné  podobě  či  kombinaci,  než  je  uvedena  ve  smlouvě. Úřad průmyslového vlastnictví 8. 12. 1999 zamítl rozklad a potvrdil tak odmítnutí zápisu ochranné známky. Usnesením Nejvyššího správního soudu ze dne 16. června 2003 byla žaloba odmítnuta a žalobce odkázán na  občanskoprávní řízení. Žalobce tedy 25. července 2003 podal žalobu u Okresního soudu v Ústí nad Labem. Tento okresní soud předložil věc zvláštnímu senátu, zřízenému podle zákona č. 131/2002 Sb., o rozhodování některých kompetenčních sporů, a ten usnesením z 23. 7. 2004 rozhodl, že příslušným je soud ve správním soudnictví. Současně zvláštní senát  zrušil  usnesení  Nejvyššího  správního soudu s tím, že tento soud bude pokračovat v původním řízení o správní žalobě. Nejvyšší správní soud 10. července 2008 jako nástupce Vrchního soudu v Praze zamítl žalobu proti rozhodnutí ÚPV o rozkladu a potvrdil tak zamítnutí zápisu nové ochranné známky. Podle rozsudku sice žalobce k zápisu nové ochranné známky nepotřeboval souhlas sdružení majitelů, ale potřeboval písemný souhlas všech ostatních majitelů prioritní ochranné známky, který však neměl. Podle NSS žalobci nic nebránilo přihlašované označení volně  užívat  v souladu  se  zákonem a smlouvou k označování  svých  výrobků  a  služeb, nemohl  se  však  úspěšně  domáhat  jeho  zápisu jako ochranné  známky. Žalovaná společnost ČSAD BUS Ústí nad Labem a.s. byla mezitím ke dni  26.  11. 2004 vymazána z obchodního rejstříku, její právní nástupce Dopravní podnik Ústeckého kraje a.s. již značku ČSAD neužíval.

## Podniky Československé státní automobilové dopravy

### 1949–1952
- Československá automobilová doprava, národní podnik (vznik 01.01.1949), od 24.11.1950 Československá státní automobilová doprava. (zapsán 12.04.1951, zrušen 08.10.1952)

### Krajské podniky 1952–1960
(Uvedeny pouze ty, o kterých se dochoval záznam v elektronickém obchodním rejstříku.)
- Československá státní automobilová doprava – KNV Praha, národní podnik (13.11.1952–01.07.1960), do 02.01.1957 pod názvem Československá státní automobilová doprava - Praha, národní podnik
- Československá státní automobilová doprava Praha (státní podnik) (13.11.1952–01.07.1960, vznik 29.09.1952)
- Československá státní automobilová doprava - ÚNV Praha, národní podnik, od 01.07.1960 Československá státní automobilová doprava, národní podnik hlavního města Prahy (02.01.1957–08.07.1988)
- Československá státní automobilová doprava Ústí nad Labem národní podnik (20.10.1952–26.09.1960)

### Okresní podniky 1960–1963
(Uvedeny pouze ty, o kterých se dochoval záznam v elektronickém obchodním rejstříku.)
- Československá státní automobilová doprava Praha, národní podnik, autobusová doprava (01.07.1960–01.04.1963)
- Československá státní automobilová doprava Mladá Boleslav - národní podnik (01.07.1960–09.04.1963)
- Československá státní automobilová doprava, Benešov národní podnik (01.07.1960–24.03.1963)
- Československá státní automobilová doprava, Kolín, národní podnik (01.07.1960–01.04.1963)
- Československá státní automobilová doprava Nymburk, národní podnik (01.07.1960–01.04.1963)
- Československá státní automobilová doprava Praha-západ, národní podnik, doprava nákladů (01.07.1960–13.06.1963)
- Československá státní automobilová doprava, Rakovník, národní podnik (01.07.1960–01.04.1963)
- Československá státní automobilová doprava – Kladno, národní podnik (01.07.1960–22.04.1963)
- Československá státní automobilová doprava, národní podnik - Kutná Hora (01.07.1960–01.04.1963)
- Československá státní automobilová doprava – Beroun, národní podnik (01.07.1960–17.04.1963)
- Československá státní automobilová doprava – Příbram, národní podnik (01.07.1960–01.04.1963)
- Československá státní automobilová doprava Praha-východ, národní podnik. Doprava nákladů. (20.07.1960–01.04.1963)
- Československá státní automobilová doprava, národní podnik, Děčín (01.07.1960–13.08.1963)
- Československá státní automobilová doprava, národní podnik, Ústí nad Labem (01.07.1960–06.07.1963)
- Československá státní automobilová doprava, národní podnik, Chomutov (01.07.1960–13.01.1964)

### Krajské národní podniky 1963–1991
(Seznam čerpán především z článku na citybus.cz. Data vzniku a zániku uvedeny u podniků, o kterých se dochoval záznam v elektronickém obchodním rejstříku.)
- Československá státní automobilová doprava - ÚNV Praha, národní podnik, od 01.07.1960 Československá státní automobilová doprava, národní podnik hlavního města Prahy (02.01.1957–08.07.1988)
  - Závody: 1 Praha 3, 2 Praha 7, 3 Praha 9, 4 Praha 10

- Československá státní automobilová doprava - KNV Praha, národní podnik se sídlem v Praze (01.04.1963–31.12.1988)
  - Závody: 101 původně Praha-Karlín, od 1. října 1970 Praha-Klíčov (garáže Klíčov a Stará Boleslav osobní doprava, od roku 1970 též Praha-Michle, Klíčany, Stará Boleslav a Říčany nákladní doprava), 102 Praha-Vršovice (garáž Kostelec nad Černými lesy byla převedena ze závodu 112 Kolín), 103 Praha-Smíchov, 104 Praha-Michle (provozovny Klíčany, Říčany, Stará Boleslav, nákladní doprava); od 1. 10. 1970 závod zrušen a provozovny převedeny pod nový závod 101 Praha-Klíčov), 105 Praha-Zlíchov (provozovna Praha-Zbraslav, po zrušení závodu 105 převedena pod závod 103 Praha-Smíchov), 106 Kladno, 107 Slaný, 108 Mělník, 109 Kralupy nad Vltavou, 110 Mladá Boleslav (provozovny Mnichovo Hradiště, Bělá pod Bezdězem, Benátky nad Jizerou), 111 Nymburk (provozovny Poděbrady, Lysá nad Labem, Loučeň, Městec Králové), 112 Kolín (provozovny Český Brod, Kouřim, Kostelec nad Černými lesy – černokostelecká provozovna byla převedena pod závod 102 Praha-Vršovice), 113 Kutná Hora (provozovny Čáslav, Uhlířské Janovice), 114 Benešov (provozovna Vlašim), 115 Příbram (provozovny Sedlčany, Dobříš), 116 Beroun, 117 Hořovice, 118 Rakovník (provozovna Nové Strašecí), 191 Technický a zásobovací závod Praha-Satalice, 194 ÚAN Praha-Florenc (provozovny Pankrác, Smíchov, Hlavní nádraží), 195 Tiskoviny veřejné silniční dopravy a silničního hospodářství Kolín

- Československá státní automobilová doprava, národní podnik, České Budějovice
  - Závody: 201 České Budějovice (provozovny Trhové Sviny, Týn nad Vltavou, Autobusové nádraží České Budějovice), 202 Kaplice (provozovna Český Krumlov), 203 Jindřichův Hradec (provozovny Dačice, Třeboň), 204 Pelhřimov (provozovny Humpolec, Pacov, Počátky), 205 Písek (provozovny Milevsko, Mirovice), 206 Prachatice (provozovna Vimperk), 207 Strakonice (provozovny Blatná, Vodňany), 208 Tábor (provozovny Soběslav, Mladá Vožice), 291 Technický a zásobovací závod České Budějovice

- Československá státní automobilová doprava, národní podnik, Plzeň
  - Závody: 301 Domažlice (provozovna Horšovský Týn), 302 Cheb (provozovny Aš, Mariánské Lázně), 303 Karlovy Vary (provozovny Tuhnice, Ostrov nad Ohří, Žlutice, Toužim), 304 Klatovy (provozovny Sušice, Horažďovice), 305 Plzeň-jih (provozovny Nezvěstice, Nepomuk, Blovice, Přeštice, Merklín), 306 Plzeň-sever (provozovny Kralovice, Horní Bříza, Nýřany), 307 Rokycany (provozovna Zbiroh), 308 Sokolov (provozovna Kraslice), 309 Tachov (provozovna Stříbro), 391 Technický a zásobovací závod Plzeň (provozovna Karlovy Vary)

- Československá státní automobilová doprava, národní podnik, Ústí n. L. (25.04.1963–30.12.1988)
  - Závody: 401 Ústí nad Labem, 402 Česká Lípa (provozovny Nový Bor, Mimoň, Dubá), 403 Děčín (provozovny Benešov nad Ploučnicí, Česká Kamenice, Rumburk, Varnsdorf), 404 Chomutov (provozovna Kadaň), 405 Jablonec nad Nisou (provozovny Tanvald, Železný Brod), 406 Liberec (provozovny Český Dub, Frýdlant, Hrádek nad Nisou), 407 Lovosice (provozovny Litoměřice, Roudnice nad Labem, Libochovice), 408 Louny (provozovny Žatec, Podbořany), 409 Most (provozovna Litvínov), 410 Teplice (provozovna Duchcov), 491 Technický a zásobovací závod Libouchec (provozovna Liberec)

- Československá státní automobilová doprava, národní podnik, Hradec Králové
  - Závody: 501 Hradec Králové (provozovny Chlumec nad Cidlinou, Nový Bydžov), 502 Trutnov (provozovny Dvůr Králové nad Labem, Hostinné, Vrchlabí, Úpice, Svoboda nad Úpou), 503 Náchod (provozovny Nové Město nad Metují, Broumov, Jaroměř, Police nad Metují), 504 Rychnov nad Kněžnou (provozovny Týniště nad Orlicí, Dobruška, Kostelec nad Orlicí), 505 Svitavy (provozovny Polička, Litomyšl, Moravská Třebová, Jevíčko), 506 Vysoké Mýto (provozovny Ústí nad Orlicí, Česká Třebová, Lanškroun, Žamberk, Choceň, Králíky, Jablonné nad Orlicí, Letohrad), 507 Chotěboř (provozovny Havlíčkův Brod, Ledeč nad Sázavou, Světlá nad Sázavou, Habry), 508 Chrudim (provozovny Hlinsko, Skuteč), 509 Pardubice (provozovny Přelouč, Holice v Čechách), 510 Jičín (provozovny Stará Paka, Hořice, Sobotka), 511 Semily (provozovny Turnov, Rokytnice nad Jizerou, Jilemnice, Lomnice nad Popelkou), 591 Technický a zásobovací závod Holice v Čechách (provozovny Moravany, Hradec Králové, Nové Město nad Metují)

- Československá státní automobilová doprava, národní podnik, Brno
  - Závody: 601 Blansko (provozovny Rájec-Jestřebí, Jedovnice, Adamov), 621 Brno, 622 Brno (provozovny Tišnov, Židlochovice, Rosice), 604 Břeclav (provozovny Hustopeče, Mikulov), 605 Gottwaldov (provozovny Otrokovice, Slavičín, Luhačovice, Valašské Klobouky), 606 Kyjov (provozovny Veselí nad Moravou, Strážnice), 607 Jihlava (provozovna Telč), 608 Kroměříž (provozovny Holešov, Bystřice pod Hostýnem, Koryčany), 609 Prostějov (provozovna Brodek u Prostějova), 610 Třebíč (provozovny Moravské Budějovice, Náměšť nad Oslavou, Jaroměřice nad Rokytnou, Rouchovany), 611 Uherské Hradiště (provozovny Uherský Brod, Bojkovice), 612 Vyškov (provozovny Slavkov, Bučovice, Rousínov), 613 Znojmo (provozovny Moravský Krumlov, Miroslav, Vranov nad Dyjí), 614 Žďár nad Sázavou (provozovny Bystřice nad Pernštejnem, Velké Meziříčí, Velká Bíteš, Svratka), 615 Boskovice, 616 Hodonín, 691 Technický a zásobovací závod Brno (provozovny Sokolnice u Brna, Gottwaldov, Jihlava, Čejč)

- Československá státní automobilová doprava, národní podnik, Ostrava
  - Závody: 701 Bruntál (provozovny Horní Benešov, Moravský Beroun, Rýmařov), 702 Český Těšín (provozovny Jablunkov, Třinec), 703 Frýdek-Místek (provozovna Frýdlant nad Ostravicí), 704 Havířov, 705 Karviná (provozovna Bohumín), 706 Nový Jičín (provozovny Bílovec, Frenštát pod Radhoštěm, Fulnek, Kopřivnice, Odry), 707 Olomouc (provozovny Litovel, Šternberk, Uničov, Autobusová doprava Olomouc), 708 Opava (provozovna Vítkov), 709 Ostrava, 710 Ostrava (provozovna Hlučín), 711 Přerov (provozovny Hranice, Lipník nad Bečvou, Tovačov), 712 Šumperk (provozovny Mohelnice, Zábřeh), 713 Vsetín (provozovny Rožnov pod Radhoštěm, Valašské Meziříčí), 714 Jeseník, 715 Krnov,721 Zasílatelský a zásobovací závod Ostrava, 761 Závod výpočetní techniky Ostrava, 771 Závod výchovy a služeb Ostrava, 791 Technický a zásobovací závod Vítkov (provozovna Olomouc)

- Československá štátna automobilová doprava, národný podnik, Bratislava
  - Závody: 801 Bratislava (provozovny Pezinok, Malacky, Senec), 802 Bratislava, 803 Dunajská Streda, 804 Galanta (provozovny Sereď, Šaľa), 805 Komárno, 806 Levice (provozovny Šahy, Želiezovce), 807 Nitra (provozovna Zlaté Moravce), 808 Nové Zámky (provozovny Šurany, Štúrovo), 809 Senica (provozovny Myjava, Skalica), 810 Topoľčany (provozovny Bánovce, Partizánske), 811 Trenčín, 812 Nové Mesto nad Váhom, 813 Piešťany, 814 Trnava (provozovna Hlohovec), 891 Technický a zásobovací závod Trnava

- Československá štátna automobilová doprava, národný podnik, Banská Bystrica
  - Závody: 901 Banská Bystrica (provozovna Brezno), 902 Čadca (provozovny Turzovka, Kysucké Nové Mesto), 903 Dolný Kubín (provozovny Kraľovany, Námestovo, Oravská priehrada, Trstená), 904 Liptovský Mikuláš (provozovny Kráľova Lehota, Ružomberok), 905 Lučenec (provozovny Fiľakovo, Modrý Kameň, Poltár), 906 Martin (provozovna Turčianske Teplice), 907 Považská Bystrica (provozovny Ilava, Púchov), 908 Prievidza (provozovny Handlová, Nováky), 909 Rimavská Sobota (provozovny Hnúšťa, Šafárikovo, Tisovec), 910 Zvolen (provozovny Kriváň, Krupina), 911 Žiar nad Hronom (provozovny Banská Štiavnica, Kremnica, Žarnovica), 912 Žilina (provozovna Bytča), 991 Technický a zásobovací závod Žilina (provozovna Zvolen)

- Československá štátna automobilová doprava, národný podnik, Košice
  - 1001 Bardejov (provozovny Giraltovce, Svidník), 1002 Humenné (provozovny Medzilaborce, Snina), 1003 Košice, 1004 Košice (provozovna Moldava nad Bodvou), 1005 Michalovce (provozovna Sobrance), 1006 Poprad (provozovny Kežmarok, Stará Ľubovňa, Spišská Stará Ves), 1007 Prešov (provozovna Lipany), 1008 Rožňava (provozovny Dobšiná, Revúca), 1009 Spišská Nová Ves (provozovny Krompachy, Levoča), 1010 Trebišov (provozovny Kráľovský Chlmec, Veľké Kapušany), 1011 Vranov nad Topľou, 1091 Technický a zásobovací závod Prešov

### Krajské státní podniky 1988–1991
- Československá státní automobilová doprava KNV Praha, státní podnik (30.12.1988–31.07.1991), od 29.12.1990 Československá státní automobilová doprava KNV Praha, státní podnik „v likvidaci“, IČ 00068438
  - od roku 1989 zřízena organizační jednotka BOHEMIATOUR, cestovní kancelář
- Československá státní automobilová doprava, státní podnik České Budějovice (01.01.1989–19.04.2006), od 02.06.2005 v likvidaci
  - závody: 202 Český Krumlov, 205 Písek, 207 Strakonice, 208 Tábor, 212 Kaplice, 215 Milevsko, 221 zasilatelský závod Č. Budějovice, 291 technický a zásobovací závod České Budějovice, 298 Střední odborné učiliště dopravní,
- Československá státní automobilová doprava, státní podnik Plzeň (27.12.1988, existuje), od 06.12.2000 v likvidaci
  - odštěpné závody Plzeň-jih, Domažlice, Cheb, Karlovy Vary, Klatovy, Plzeň-sever, Rokycany, Sokolov, Tachov, MHD Karlovy Vary, Plzeň, Závod služeb, Technický a zásobovací závod, Střední odborné učiliště dopravní, ČESPED Plzeň odštěpný závod spedice
- Československá státní automobilová doprava, státní podnik, Ústí nad Labem, IČ 00081639 (30.12.1988–29.09.1993)
  - Dopravní a jiné odštěpné závody 401 Ústí nad Labem-Předlice, 402 Česká Lípa, 403 Děčín, 404 Prunéřov, 405 Jablonec nad Nisou, 407 Lovosice, 408 Louny, 409 Most, 410 Teplice, 419 Litvínov, 491 Závod technicko-obchodních služeb Libouchec, 492 Spedice–ČESPED, 493 Cestovní kancelář REAL TOUR ČSAD,
  - od roku 1991 odštěpné závody Autobusy, Kamiony, Servis, od roku 1993 Sklápěcí vozidla
- Československá státní automobilová doprava,státní podnik Hradec Králové (19.12.1988, dosud existuje, od 24.09.2003 v konkursu)
  - odštěpné závody: 501 Hradec Králové, 502 Trutnov, 503 Náchod, 504 Rychnov nad Kněžnou, 505 Svitavy, 506 Vysoké Mýto, 507 Chotěboř, 508 Chrudim, 509 Jičín, 510 Pardubice, 511 Semily, 591 TZZ Holice v Čechách
- Československá automobilová doprava, státní podnik Brno (28.12.1988–19.01.1994), od 27.09.1991 v likvidaci
- Československá státní automobilová doprava, státní podnik Ostrava (27.12.1988–20.01.1998)
- Československá automobilová doprava, štátny podnik Bratislava (30.06.1989–30.12.1993)
  - Odštěpné závody: 801 Bratislava, 802 Bratislava, 803 Dunajská Streda, 804 Galanta, 805 Komárno, 806 Levice, 807 Nitra, 808 Nové Zámky, 809 Senica, 810 Topoľčany, 811 Trenčín, 812 Nové Mesto nad Váhom, 813 Piešťany, 814 Trnava, 815 Skalica, 816 Bánovce nad Bebravou, 817 Hlohovec, 818 Malacky, 820 Bratislava, 821 Pezinok, 822 Senec, 823 Zlaté Moravce, 824 Vráble, 891 Technicko - zásobovací závod Trnava, 892 Závod výpočtovej techniky a služieb Bratislava, 893 Závod výstavby Bratislava

- Československá automobilová doprava, štátny podnik Žilina (29.03.1991–08.11.1993)
  - Odštěpné závody: Žilina, Martin, Čadca
- Československá štátna automobilová doprava, štátny podnik Košice (01.07.1989–15.07.1993), Československá automobilová doprava, štátny podnik Košice (16.07.1993, přejmenován 24.08.1993)
  - Odštěpné závody: 1001 Bardejov, 1002 Humenné, 1003 Košice, 1005 Michalovce, 1006 Poprad, 1007 Prešov, 1008 Rožňava, 1009 Spišská Nová Ves, 1010 Trebišov, 1011 Vranov nad Topľou, 1012 Stará Ľubovňa, 1013 Svidník, 1014 Kežmarok, 1015 Lipany, 1016 Kráľovský Chlmec,
  - 1021 Bardejov, 1022 Humenné, 1023 Košice, 1024 Košice, 1025 Michalovce, 1026 Poprad, 1027 Prešov, 1028 Rožňava, 1029 Spišská Nová Ves, 1030 Trebišov, 1031 Vranov nad Topľou, 1032 Stará Ľubovňa, 1033 Svidník, 1034 Kežmarok, 1035 Lipany, 1036 Kráľovský Chlmec,
  - 1091 Prešov, 1093 Levoča

## Československé a české státní podniky ČSAD od roku 1990

### Praha
- Československá automobilová doprava hlavního města Prahy, státní podnik (08.07.1988–24.09.2003, od 23.02.1998 v likvidaci)
- Československá automobilová doprava, Ústřední autobusové nádraží, st. podnik (28.12.1990)
- Československá automobilová doprava Služby výpočetní techniky státní podnik (28.12.1990–07.07.2008)
- Československá automobilová doprava, Technické a zásobovací služby Praha, s. p. (28.12.1990–07.07.2008)
- Československá automobilová doprava Praha-Vršovice (s. p.) (28.12.1990)
- Československá automobilová doprava Praha-západ, s. p. (28.12.1990, od 07.08.2002 v konkursu)
- Československá automobilová doprava Praha Klíčov, státní podnik (28.12.1990, od 30.04.2004 v likvidaci)
- Československá automobilová doprava Ingsped Praha, s. p. (28.12.1990–31.08.1994)

### Středočeský kraj
- Československá automobilová doprava, Tiskoviny silniční dopravy Kolín státní podnik (28.12.1990–07.07.2008)
- Československá automobilová doprava Mělník, s. p. (28.12.1990–14.11.1996)
- Československá automobilová doprava Kralupy nad Vltavou, s. p. (28.12.1990–14.05.1992)
- Československá automobilová doprava Nymburk, státní podnik (28.12.1990)
- Československá automobilová doprava Rakovník (s. p.) (28.12.1990)
- Československá automobilová doprava Beroun, státní podnik (28.12.1990–17.10.1993)
- Československá automobilová doprava Hořovice, státní podnik (28.12.1990–29.12.2004)
- Československá automobilová doprava Benešov, státní podnik (28.12.1990–23.01.1998)
- Československá automobilová doprava Mladá Boleslav (s. p.) (28.12.1990, od 16.05.2002 v likvidaci)
- Československá automobilová doprava Kladno (s. p.) (28.12.1990–16.09.1996)
- Československá automobilová doprava Kolín (s. p.) (28.12.1990–07.07.2008)
- Československá automobilová doprava Kutná Hora, st. p. (28.12.1990–20.06.1994)
- Československá automobilová doprava Slaný (s. p.) (28.12.1990–14.04.1994)
- Československá automobilová doprava Příbram státní podnik (28.12.1990–01.04.2003)

### Jihočeský kraj
- Československá automobilová doprava Dopravní služby České Budějovice, s. p, zkratka názvu podniku ČSAD DS České Budějovice (29.12.1990–27.02.1997)
- Československá automobilová doprava Transport Software České Budějovice,státní podnik (28.12.1990–30.06.1995, od 03.04.1995 v likvidaci)
- Československá automobilová doprava Vodňany, státní podnik (29.12.1990–28.05.2003, od 28.04.1999 v likvidaci)
- Československá automobilová doprava Prachatice, státní podnik (29.12.1990–19.12.2003, od 27.08.1998 v likvidaci)
- Československá automobilová doprava Jindřichův Hradec, státní podnik - Zkratka názvu podniku: ČSAD Jindřichův Hradec (29.12.1990–29.05.1997)

- Československá automobilová doprava Pelhřimov, státní podnik (29.12.1990–26.09.1994)

### Severočeský kraj
- Československá automobilová doprava Liberec, státní podnik (01.01.1991–07.12.1998)

### Jihomoravský kraj
- Československá státní automobilová doprava, státní podnik Brno (28.12.1988–19.01.1994, od 27.09.1991 v likvidaci)
- ČSAD Brno podnik služeb výpočetní techniky, státní podnik (01.01.1991–18.10.1994)
- Československá automobilová doprava Brno-Černovice (01.01.1991–29.04.1992)
- Československá automobilová doprava Brno-město, státní podnik (01.12.1990–06.11.1995)
- Československá automobilová doprava UNISPED Brno, státní podnik (01.01.1991)
- Československá automobilová doprava Rosice, státní podnik (01.01.1991–25.01.1996)
- Československá automobilová doprava Tišnov, státní podnik (01.01.1991–18.10.1994)
- Československá automobilová doprava Telnice státní podnik (01.01.1991–01.04.1992)
- Československá automobilová doprava Blansko, státní podnik (01.01.1991–30.09.1996)
- Československá automobilová doprava Boskovice, státní podnik (01.01.1991–01.09.1993)
- Československá automobilová doprava Znojmo, státní podnik (01.12.1990–03.08.1995)
- Československá automobilová doprava Vyškov státní podnik (01.01.1991)
- Československá automobilová doprava Břeclav, státní podnik (01.01.1991–18.10.1994)
- Československá automobilová doprava Hodonín, s. p. (01.01.1991–30.03.2002, od 22.11.1993 v likvidaci)
- Československá automobilová doprava Kyjov státní podnik (01.01.1991–18.10.1994)

- Československá automobilová doprava Třebíč státní podnik (01.12.1990–02.07.1997)
- Československá automobilová doprava Jihlava státní podnik (01.01.1991–01.05.1992)
- Československá automobilová doprava Žďár nad Sázavou státní podnik (01.01.1991–13.11.1998)

- Československá automobilová doprava Prostějov státní podnik (01.01.1991–01.06.1992)

- Československá automobilová doprava Kroměříž státní podnik (01.01.1991–26.03.1996)
- Československá automobilová doprava Zlín, státní podnik (01.01.1991–24.09.2002)

### Severomoravský kraj
- Československá automobilová doprava SPECIALTRANSPORT Ostrava, státní podnik. Zkratka: ČSAD SPECIALTRANSPORT Ostrava (27.12.1990–15.04.1992)

### Slovensko
- Československá automobilová doprava, štátny podnik (Dolný Kubín, Slovensko) (01.07.1990–26.09.1993)

## Československé a české společnosti se zkratkou ČSAD od roku 1992

### Praha
- ČSAD ÚAN Praha Florenc a. s. (01.05.1992–30.11.2000, IČO 45275190)
- ČSAD ÚAN Praha Florenc a. s. (30.11.2000–16.11.2004, IČO 26212030)
- ČSAD Florenc a. s. (28.06.2000, do přejmenování 19.12.2001)
- ČSAD Praha holding a. s. (název od 06.05.2004)
- ČSAD Praha Pankrác a. s. (30.11.2000–16.11.2004)
- ČSAD SVT Praha, s. r. o. (od 25.11.1996), ČSAD Služby výpočetní techniky Praha (07.08.1992–01.07.1994), ČSAD Služby výpočetní techniky Praha, spol. s r. o. (01.07.1994–25.11.1996)
- ČSAD Technické a zásobovací služby Praha a. s. (1.02.1994–15.03.1996), ČSAD TZS Praha a.s. (15.03.1996, přejmenováno 26.04.2000)
- ČSAD INGSPED Praha a. s. (IČO 47115220, zaps. 22.09.1992, přejmenováno 25.03.1997)
- ČSAD INGSPED Praha a. s. (IČO 25091786, název od 11.04.1997)
- ČSAD Praha Vršovice a. s. (01.01.1994, od 21.04.2008 v likvidaci)
- ČSAD Vysočany s. r. o. (24.06.1996), pravděpodobně nesouvisí s původními ČSAD
- ČSAD BUS Praha, a. s. (10.07.1996), pravděpodobně nesouvisí s původními ČSAD
- ČSAD-B s. r. o. (22.06.2002), Praha, nesouvisí s původními ČSAD, stavebnictví a architektura

### Středočeský kraj
- ČSAD Benešov a. s. (zaps. 01.01.1994)
- ČSAD Mladá Boleslav a. s. (zaps. 01.01.1994, přejmenováno 21.06.1996)
- ČSAD Kladno a. s. (24.01.1994–22.05.2002), ČSAD KLADNO a. s. (22.05.2002–31.03.2005)
- ČSAD BUS Kladno a. s. (31.03.2005–04.10.2006)
- ČSAD MHD Kladno a. s. (31.03.2005)
- ČSAD Slaný a. s. (01.01.1994)
- ČSAD Kutná Hora a. s. (01.01.1994)
- ČSAD Kolín a. s. (01.01.1994, přejmenováno 22.08.1996)
- ČSAD Střední Čechy,spol. s r. o. (název od 28.06.1999)
- ČSAD Mělník a. s. (19.06.1997)
- ČSAD – AB, s r.o., Mělník (název od 31.05.2004, od 04.11.2005 v konkursu)
- ČSAD ANEXIA ,spol. s r. o., Rakovník (název pouze od 25.04.2004 do 16.12.2004)
- ČSAD PROhealth s. r. o., Nymburk (název pouze od 25.11.1994 do 10.08.2000)
- ČSAD Ingo-Trans Beroun, spol. s r. o. (28.07.1992, přejmenováno 24.11.1999)
- Česká silniční automobilová doprava Příbram s. r. o. (19.03.1996, přejmenováno 20.10.2004)
- ČSAD POLKOST, spol. s r. o., Kostelec nad Černými lesy (od 27.07.2002), ČSAD POLKOST společnost s ručením omezeným (11.08.1992–27.07.2002)
- ČSAD Hořovice spol. s r. o. (13.01.1995, přejmenováno 19.03.1998)
- ČSAD KRALUPY s. r. o. (14.12.1998, přejmenováno 20.06.2003), nesouvisí s dopravou a původními ČSAD

### Jihočeský kraj
- ČSAD České Budějovice, a. s. (01.01.1994, přejmenována 02.11.2004)
- ČSAD JIHOTRANS s. r. o., České Budějovice (IČO 60071117, název od 06.09.1996, vymazáno 01.01.1998)
- ČSAD JIHOTRANS a. s., České Budějovice (IČO 25171216, 01.01.1998)
- ČSAD AUTOBUSY České Budějovice a. s. (19.03.2003)
- ČSAD STTRANS a. s., Strakonice (23.08.1999)
- ČSAD Prachatice a. s. (01.01.1994, přejmenována 02.11.2004)
- ČSAD Jindřichův Hradec a. s. (01.01.1994)

- ČSAD Pelhřimov a. s. (01.01.1994–01.01.1997)

### Západočeský kraj
- ČSAD autobusy Plzeň a. s. (01.04.1993)
- ČSAD DIESEL, a. s., Plzeň (název od 11.07.1997, 01. 11.2008 fúze s ČSAD Invest)
- ČSAD Stříbro - F s. r. o. (23.01.1996)

- ČSAD MHD Karlovy Vary a. s. (01.05.1993, přejmenováno 25.01.2001)

### Severočeský kraj
- ČSAD Ústí nad Labem, akciová společnost, zkráceně: ČSAD Ústí nad Labem, a. s. (název od 29.03.1991 do 02.09.1992)
- ČSAD BUS Ústí nad Labem a. s. (01.04.1993–26.11.2004)
  - odštěpné závody: Prunéřov, Česká Lípa, Louny, Litvínov, Litoměřice, Libouchec

- ČSAD Jablonec nad Nisou a. s. (01.05.1992)
- ČSAD Česká Lípa a. s. (26.11.2004)
- ČSAD Liberec, a. s. (01.01.1999)

### Východočeský kraj
- ČSAD JIČÍN s. r. o. (27.01.1997, přejmenováno 06.10.2001)
- ČSAD Jičín a. s. (20.12.2001)
- ČSAD Trutnov akciová společnost (27.05.1996, přejmenováno 09.09.1997)
- ČSAD, s. r. o. Rychnov n. Kn. (29.05.1996)

- ČSAD Semily, a. s. (od 27.11.1997), ČSAD BUS Semily a.s. (01.01.1994–27.11.1997)

- ČSAD BUS Chrudim a. s. (01.01.1994)
- ČSAD AUTOBUSY CZ Chrudim a. s. (01.01.2001, přejmenováno 29.05.2002)
- ČSAD BUS TURIST, a. s., pův. Chrudim, pův. vlastník ČSAD BUS Chrudim a. s. (12.01.1998, v konkursu od 27.04.2006)
- ČSAD s. r. o. Hlinsko (19.10.1995–28.07.1999, od 04.12.1997 v likvidaci)
- ČSAD Svitavy s. r. o. (01.06.1999)
- ČSAD Ústí nad Orlicí, a. s. (od 08.10.1997), ČSAD BUS Ústí nad Orlicí a. s. (01.01.1994–08.10.1997)
- ČSAD Vysoké Mýto s. r. o. (02.03.1998, přejmenováno 24.01.2006)
- ČSAD Žamberk s. r. o. (od 07.02.1996, v době 02.08.2002–20.2.2006 měla firma jiný název)

### Jihomoravský kraj
- ČSAD Brno-Černovice, a. s. (29.04.1992), vznikl privatizací ČSAD Černovice, s.p.
- ČSAD Brno holding, a. s. (od 20.09.1993), ČSAD Brno-město a.s. (30.04.1992–20.09.1993)
- ČSAD Servis Brno, a. s. (01.05.1993–05.10.2004)
- Československá automobilová doprava Telnice, a. s., zkratka: ČSAD Telnice, a. s. (01.04.1992–05.02.1997), Československá automobilová doprava Telnice, a. s. (05.02.1997–11.12.1997), ČSAD Telnice, a. s. (11.12.1997, přejmenováno 03.01.2002)
- ČSAD Telnice Servis a. s. (01.09.1998, přejmenováno 01.01.2005)
- ČSAD - Ivančická dopravní spol. s r.o. (01.10.1993, od 12.07.2007 v konkursu)
- ČSAD Tišnov, spol. s r. o. (19.06.1992)
- ČSAD Tišnov Servis, s.r.o. (název od 23.04.2007)
- ČSAD Rosice a. s. (01.10.1993, přejmenováno 01.01.2000)
- ČSAD Blansko a. s. (01.01.1994, přejmenováno 01.08.2003)
- ČSAD Boskovice a. s. (01.09.1993, přejmenováno 14.07.1998)
- ČSAD Hodonín a. s. (IČO 49447769, název ČSAD Hodonín, a. s. jen do 17.11.1994) (01.11.1993–01.09.2005)
- ČSAD Hodonín a. s. (IČO 60747536, název od 01.09.1995)
- ČSAD-TES s. r. o., Hodonín (název od 23.03.1995, od 15.05.2007 v likvidaci)
- ČSAD Kyjov a. s. (01.10.1993)
- ČSAD Vyškov a. s. (01.01.1994–21.12.2004)
- ČSAD Břeclav a. s. (01.01.1994, přejmenováno 01.01.2001)
- ČSAD ČAS Znojmo a. s. (29.04.1992, přejmenováno 06.01.1997)
- ČSAD ČAS Znojmo s. r. o. (21.10.1991, přejmenováno 12.10.1993)

- Československá automobilová doprava Jihlava, a. s. (28.04.1992–25.05.1993), Česká silniční automobilová doprava Jihlava, a. s. (25.05.1993–18.05.1994), Česká silniční automobilová doprava Jihlava, akciová společnost, Zkratka: ČSAD Jihlava, a. s. (18.05.1994, přejmenováno 01.01.1996)

- Československá automobilová doprava Prostějov a. s. (29.04.1992, přejmenováno 06.01.1993)

- ČSAD Kroměříž a. s. (01.01.1994–22.12.2004)
- Československá automobilová doprava Uherské Hradiště, státní podnik (01.01.1991–25.02.2006, od 29.01.2001 v likvidaci)
- ČSAD Uherské Hradiště a. s. (01.10.1993)
- ČSAD Vsetín a. s. (30.04.1992)
- ČSAD Invest, a. s., Vsetín (název od 28.05.1997)

### Moravskoslezský kraj
- ČSAD Ostrava a. s. (30.04.1992)
- ČSAD BUS Ostrava a. s. (07.01.1999, přejmenováno 01.01.2002)
- ČSAD Český Těšín a. s. (30.04.1992–01.01.1998), ČSAD Třinec a. s. (01.01.1998–30.11.2003)
- ČSAD Frýdek-Místek a. s. (30.04.1992)
- ČSAD Havířov a. s. (30.04.1992)
- ČSAD Karviná a. s. (30.04.1992)
- ČSAD Opava a. s. (30.04.1992, přejmenováno 13.07.1999)
- ČSAD LOGISTIK Ostrava a. s. (28.01.1999)
- ČSAD RADIÁLKA OSTRAVA s. r. o. (17.08.1998) (nákladní)
- ČSAD MARTIN, a. s., Ostrava (01.02.2002, přejmenováno 09.02.2005)
- ČSAD REALITY Ostrava a. s. (07.01.1999)
- ČSAD EDUKO Ostrava s. r. o. (18.01.1999, přejmenováno 11.09.2000)
- ČSAD SPECIALTRANSPORT OSTRAVA, a. s. (18.03.1992, přejmenováno 28.08.1995)